# Mirante da Gente

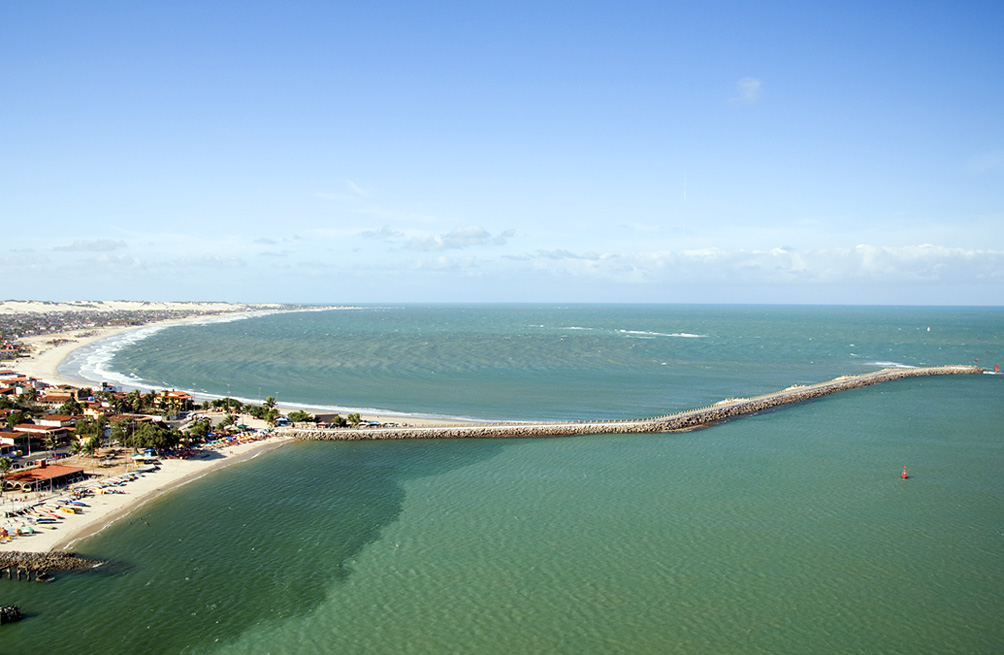
Mirante da Redinha avançando pelo mar visto da Ponte Newton Navarro.

O Mirante da Gente ou Mirante da Redinha localiza-se no Largo João Alfredo na Praia da Redinha na cidade de Natal, no estado brasileiro do Rio Grande do Norte. Trata-se de um pontilhão de 630 metros de extensão e 15 de largura que avança pelo Oceano Atlântico e pela foz do Rio Potengi proporcionando uma visão 360º da capital potiguar, constituindo como uma nova atração turística da cidade.

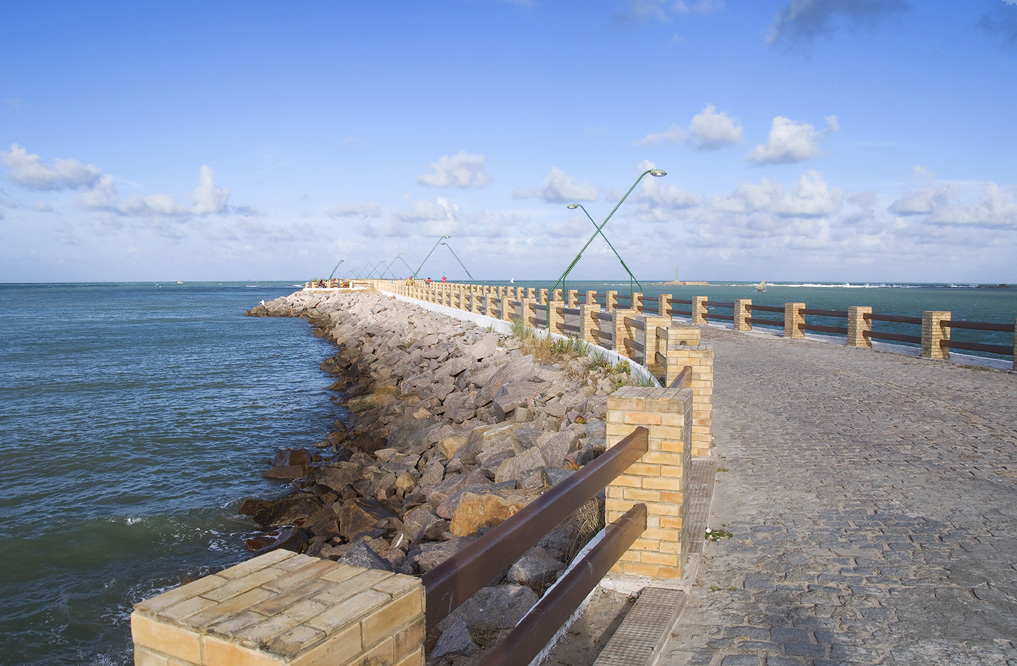
Entrada do Mirante da Gente.

A obra foi construída em 1999 pela Companhia Docas do Rio Grande do Norte (Codern), como obra complementar da primeira dragagem do rio Potengi, que o aprofundou em três metros. O equipamento serve como barreira, impedindo que o mar avance sobre o rio e traga a areia do assoreamento, além de potencializar a vazão do rio sobre o mar, agindo como uma dragagem natural. Em 2009, o equipamento foi revitalizado para virar uma atração turística, com vias de aumentar o fluxo de turistas na zona norte.